# Taboo Tattoo
Taboo Tattoo (タブー・タトゥー?, Tabū Tatū) è un manga seinen scritto e disegnato da Shinjirō, serializzato sul Monthly Comic Alive di Media Factory dal 27 novembre 2009 al 27 giugno 2017. Un adattamento anime, prodotto da J.C.Staff, è stato trasmesso in Giappone tra il 4 luglio e il 19 settembre 2016. Un'edizione in lingua italiana del manga è stata curata da J-Pop, mentre una dell'anime da Crunchyroll.

## Trama
Dopo aver salvato un senzatetto da alcuni teppisti, Justice Akatsuka, detto Seigi, riceve come ricompensa dallo sconosciuto uno strano tatuaggio. A causa di questo singolare evento, Seigi finirà coinvolto nel conflitto tra il regno di Selinistan e una speciale unità americana capitanata da Bluesy Fruesy: ambedue le fazioni sono alla ricerca di tatuaggi come il suo, i quali sono in grado di conferire ai loro possessori poteri al di sopra dell'immaginabile.

## Personaggi
Justice Akatsuka (赤塚 正義?, Akatsuka Jasutisu)
Doppiato da: Makoto Furukawa
Bluesy Fruesy (ブリージィ・フルージィ?, Burījii Furūjii)
Doppiata da: Mikako Komatsu
Tōko Ichinose (一ノ瀬 桃子?, Ichinose Tōko)
Doppiata da: Chika Anzai
Tom Shredfield (トム＝シュレッドフィールド?, Tomu Shureddofīrudo)
Doppiato da: Tomokazu Sugita
Lisa Lovelock (リサ・ラブロック?, Risa Raburokku)
Doppiata da: Eri Kitamura
Aryabhata (アリヤバータ?, Ariyabāta)
Doppiata da: Akari Kitō
Iltutmish (イルトゥトゥミシュ?, Irututumishu)
Doppiata da: Shiori Izawa
R.R. Lurker (R.R.ラーカー?, R.R. Rākā)
Doppiato da: Kenjirō Tsuda
Kar Shekar (カル・シェーカル?, Karu Shēkaru)
Doppiata da: Hitomi Nabatame
Brad Blackstone (ブラッド・ブラックストーン?, Buraddo Burakkusutōn)
Doppiato da: Toshiyuki Morikawa

## Media

### Manga
Il manga, scritto e disegnato da Shinjirō, è stato serializzato sulla rivista Monthly Comic Alive di Media Factory dal 27 novembre 2009 al 27 giugno 2017. I vari capitoli sono stati raccolti in tredici volumi tankōbon, pubblicati tra il 23 febbraio 2010 e il 23 agosto 2017. In Italia la serie è stata annunciata al Lucca Comics & Games 2016 da J-Pop e pubblicata tra marzo 2017 e febbraio 2018, mentre in America del Nord i diritti sono stati acquistati da Yen Press.

#### Volumi
| Nº | Data di prima pubblicazione | Data di prima pubblicazione | Data di prima pubblicazione | Data di prima pubblicazione |
| Nº | Giapponese                  | Giapponese                  | Italiano                    | Italiano                    |
| -- | --------------------------- | --------------------------- | --------------------------- | --------------------------- |
| 1  | 23 febbraio 2010            | ISBN 978-4-04-066534-4      | 1º marzo 2017               | ISBN 978-88-6883-959-8      |
| 2  | 23 agosto 2010              | ISBN 978-4-04-066535-1      | 29 marzo 2017               | ISBN 978-88-6883-960-4      |
| 3  | 23 febbraio 2011            | ISBN 978-4-04-066536-8      | 26 aprile 2017              | ISBN 978-88-6883-986-4      |
| 4  | 22 settembre 2011           | ISBN 978-4-04-066537-5      | 24 maggio 2017              | ISBN 978-88-3275-015-7      |
| 5  | 23 maggio 2012              | ISBN 978-4-04-066538-2      | 21 giugno 2017              | ISBN 978-88-3275-029-4      |
| 6  | 23 febbraio 2013            | ISBN 978-4-04-066539-9      | 26 luglio 2017              | ISBN 978-88-3275-068-3      |
| 7  | 23 ottobre 2013             | ISBN 978-4-04-067854-2      | 30 agosto 2017              | ISBN 978-88-3275-112-3      |
| 8  | 23 giugno 2014              | ISBN 978-4-04-066586-3      | 27 settembre 2017           | ISBN 978-88-3275-169-7      |
| 9  | 23 gennaio 2015             | ISBN 978-4-04-067242-7      | 25 ottobre 2017             | ISBN 978-88-3275-170-3      |
| 10 | 23 giugno 2015              | ISBN 978-4-04-067537-4      | 29 novembre 2017            | ISBN 978-88-3275-171-0      |
| 11 | 23 marzo 2016               | ISBN 978-4-04-068204-4      | 20 dicembre 2017            | ISBN 978-88-3275-172-7      |
| 12 | 23 settembre 2016           | ISBN 978-4-04-068544-1      | 24 gennaio 2018             | ISBN 978-88-3275-173-4      |
| 13 | 23 agosto 2017              | ISBN 978-4-04-069197-8      | 28 febbraio 2018            | ISBN 978-88-3275-318-9      |

### Anime
Annunciato il 23 gennaio 2015 sul nono volume del manga, un adattamento anime, prodotto da J.C.Staff e diretto da Takashi Watanabe, è andato in onda dal 4 luglio al 19 settembre 2016. Le sigle di apertura e chiusura sono rispettivamente Belief di May'n ed Egoistic Emotion dei Trigger (gruppo formato dai doppiatori Makoto Furukawa, Chika Anzai e Mikako Komatsu). In italiano gli episodi sono stati trasmessi in streaming in simulcast da Crunchyroll.

#### Episodi
| Nº | Titolo italiano Giapponese 「Kanji」 - Rōmaji               | In onda           | In onda |
| Nº | Titolo italiano Giapponese 「Kanji」 - Rōmaji               | Giapponese        |         |
| 1  | Tatuaggio 「呪紋」 - Jumon                                  | 4 luglio 2016     |         |
| 2  | Attacco a sorpresa 「急襲」 - Kyūshū                        | 11 luglio 2016    |         |
| 3  | Le disgrazie non vengono mai sole 「同病相憐」 - Dōbyōsōren | 18 luglio 2016    |         |
| 4  | Distanza 「距離」 - Kyori                                   | 25 luglio 2016    |         |
| 5  | Salvataggio 「奪還」 - Dakkan                               | 1º agosto 2016    |         |
| 6  | Riunione 「再会」 - Saikai                                  | 8 agosto 2016     |         |
| 7  | Tempesta 「嵐」 - Arashi                                    | 15 agosto 2016    |         |
| 8  | Creatore 「創造者」 - Sōzō-sha                              | 22 agosto 2016    |         |
| 9  | Il passato 「過去」 - Kako                                  | 29 agosto 2016    |         |
| 10 | Lettera di sfida 「挑戦状」 - Chōsen-jō                     | 5 settembre 2016  |         |
| 11 | Nel palmo della sua mano 「掌上」 - Shōjō                   | 12 settembre 2016 |         |
| 12 | La battaglia decisiva 「決戦」 - Kessen                     | 19 settembre 2016 |         |